# 松岡大橋 (大分市)
松岡大橋（まつおかおおはし）は、大分県大分市の大野川に架かる橋である。国道197号大分南バイパスの一部を構成する。

## 概要
2002年（平成14年）に開催された2002 FIFAワールドカップの会場となった大分スポーツ公園総合競技場へのアクセス道路として整備された国道197号大分南バイパスの一部を成す橋梁で、2001年（平成13年）に竣工した。
享和3年（1803年）に完成した「豊後国志」には、大野川と乙津川の分岐点の上流約300mのところに松岡の渡しがあったと記されている。